# Ashikaga Yoshiaki
Ashikaga Yoshiaki (足利 義昭) (5 de dezembro de 1537 - 9 de outubro de 1597) foi o décimo quinto e último xogum do Xogunato Ashikaga que governou entre 1568 e 1573 no Japão. Foi filho do décimo segundo xogum Ashikaga Yoshiharu e irmão do décimo terceiro xogum, Ashikaga Yoshiteru.
A ausência de um poder central de facto em Quioto obrigou a que o exército de Oda Nobunaga restabelecesse o xogunato com a assistência de Yoshiaki que seria um governante fantoche, dando inicio ao período Azuchi-Momoyama. O seu primo Ashikaga Yoshihide foi deposto sem entrar sequer no país.
Contudo, as intenções de Nobunaga em unificar o país, fizeram com que este expulsasse Yoshiaki para fora de Quioto e que abolisse o xogunato Ashikaga, enquanto que Yoshiaki mantinha uma posição nominal até 1588.
| Precedido por Ashikaga Yoshihide | -- 15º Xogum Muromachi 1568–1588 | Sucedido por — |